# 水島空襲

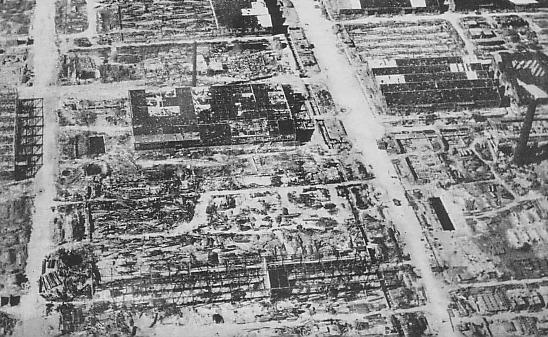
空襲後の水島

水島空襲（みずしまくうしゅう）は、第二次世界大戦末期の1945年6月22日早朝に、岡山県浅口郡連島町・児島郡福田村（現在の倉敷市水島）臨海部に対して、アメリカ軍の爆撃機・ボーイングB29によって行われた空襲（戦略爆撃）。

## 概要
1945年6月22日、岡山県浅口郡連島町と児島郡福田村に所在していた三菱重工業水島航空機製作所（現・三菱自工水島製作所）は、グアム島より飛び立ったアメリカ軍の爆撃機B29、110機により、爆撃を受けた。
投弾時刻は午前8時36分。記録によると、1時間足らずで計603トンの爆弾を投下した。この爆撃で、水島航空機製作所は工場の建物10棟が全壊、18棟が半壊、製造中の航空機数十機が破壊され、主要工場は全壊という壊滅状態に追い込まれた。
当時の水島航空機製作所では、日本海軍の一式陸攻や紫電改を生産しており、米軍が日本の軍需産業を破壊する目的で行った空襲であった。
空襲時は休日であったため犠牲者は少なかったとされるが、死者11人、重軽傷者46人を出し、工場の外でも農作業中に爆弾や高射砲弾の破片で死傷した民間人もいた。

## 備考
倉敷市福田町古新田の水島緑地福田公園には、1990年に「平和の鐘」が設置された。これは、1986年9月18日に、倉敷市が平和都市宣言をしたことにちなんで設置されたものであり、水島空襲が始まった6月22日午前8時36分に、市民が平和を祈って鐘を打ち鳴らす。